# Атакующий титан
«Атаку́ющий тита́н»  (яп. 進撃の巨人) — двадцать первый эпизод третьего сезона аниме-сериала «Атака титанов».

## Сюжет
Крюгер говорит, что Гриша справился хорошо, хотя Грайс был прав, когда сетовал на его результаты. Гриша признаёт, что он был плохим мужем и отцом, и удивляется, как получилось, что он единственный из заключенных всё ещё остаётся человеком. Он хватает Крюгера искалеченными обрубками рук с такой силой, что раны начинают кровоточить сквозь бинты. Гриша требует объяснить, почему Крюгер не спас жену Йегера Дину, ведь она была королевской крови. Если бы Крюгер превратился в титана раньше, никто из реставраторов не превратился бы в неразумных титанов.
Крюгер опускается на колени и признаёт, что он пытал не только товарищей-патриотов. Он отрезал пальцы на руках сотням людей из народа Имир , включая женщин и детей, и превратил их в титанов. Он верил, что всё это было сделано на службе у Элдии. Крюгер сообщает Грише, что у него осталось не так много времени, и поэтому он поручает ему своё последнее задание.
Он говорит Грише, что если бы не тот день, когда они впервые встретились, Гриша, вероятно, не стал бы ненавидеть Марли так сильно, как сейчас. Его ненависть была одной из причин, по которой Крюгер выбрал его. Он распознал ненависть Гриши в детстве, потому что она была похожа на ненависть Крюгера. Когда король элдийцев сбежал на Парадиз, оставшиеся люди народа Имир устроили революцию, и отец Крюгера был её частью. Однако они потерпели неудачу, и Крюгер выжил, спрятавшись в шкафу в детстве, в то время как его семья сгорела заживо. С тех пор он хотел отомстить Марли и восстановить Элдию, но всё, что он делал, это отрезал пальцы товарищам-патриотам, а затем сбрасывал их со стены, чтобы превратить в титанов. Из-за этого его истинная личность так и не была раскрыта.
Гриша спрашивает об этом последнем задании, и Крюгер объясняет, что он хочет, чтобы Гриша проник за стены и отвоевал Титана-Прародителя, используя титана, которого он унаследует от Крюгера. Гриша понимает, что это означает, что ему придётся съесть Крюгер. С Титаном-Прародителем придётся поступить точно так же. Крюгер не может сделать это сам, потому что те, кто унаследует одного из Девяти Титанов, умрут через тринадцать лет, а он унаследовал свою силу как раз тринадцать лет назад.
В наши дни Эрен Йегер называет это «проклятием Имир». Именно столько Имир Фриц прожила после получения силы титанов. Армин Арлерт понимает, что это означает, что ему также осталось всего тринадцать лет, в то время как Эрену осталось меньше восьми. Микаса Аккерман опечалена этим и отказывается в это верить. Эрен также напоминает о том факте, что если один из Девяти Титанов умрёт, не передав силу, то её унаследует ребёнок из народа Имир, который родился в это же время. Все люди Имир связаны чем-то, чего они не могут видеть. По словам Эрена, это называется «путями».
Пути позволяют передавать кровь и кости, из которых состоит тело титана. Иногда также могут передаваться мысли и воспоминания. Все пути пересекаются в одной координате, которая зовётся Титаном-Прародителем.
В прошлом Гриша спрашивал Филина, кем на самом деле была Имир, и Крюгер признаёт, что никто на самом деле этого не знает. У каждого есть свой ответ, будь то игры дьявола или данное богом чудо. Некоторые верят, что она прикоснулась к источнику живой материи. Важно только то, во что верят люди. Однако королевское происхождение Дины не было удобной ложью. Она действительно была членом королевской семьи, вот почему Крюгер скрывал её происхождение от Марли. Он не хотел, чтобы она провела свою жизнь, рожая королевских детей для их врагов.
Однако Гриша неохотно берётся за миссию Крюгера. Наблюдать за смертью человека, убившего его сестру, было невыносимо, даже зная, что он сделал. Если бы Гриша знал цену свободы, он никогда бы за неё не заплатил.
Крюгер пытается мотивировать Гришу фотографией его семьи, и когда это не срабатывает, он задевает гордость Гриши и его чувство собственного достоинства, но Гриша говорит, что бессмысленно заставлять его вспомнить о своей ненависти. Всё, что у него осталось, - это его грехи, и Филин говорит, что этого достаточно. Главная причина, по которой он выбрал Гришу, заключалась не в его ненависти, а в том факте, что в тот день он покинул стены еще ребёнком. Если бы Гриша этого не сделал, он, вероятно, унаследовал бы клинику своего отца, а его сестра выросла бы и вышла замуж, но факт остаётся фактом: в тот день он вышел за стену. И у него, и у Крюгера есть грехи, которые нужно искупить, и они должны продолжать двигаться вперёд, пока не будет заплачена цена за их действия.
Гриша в отчаянии оборачивается и видит фотографию себя, Дины и Зика. Он берёт фотографию у Крюгера, и Крюгер объясняет, что у каждого из Девяти Титанов есть имя. На протяжении всей истории этот титан всегда двигался вперёд, стремясь к свободе, бросался в бой ради неё. Его имя Атакующий титан.
Вернувшись в настоящее, Ханджи Зое приходит выпустить Эрена из камеры и застаёт его бормочущим себе под нос об Атакующем титане. Она хочет знать, почему он это говорит, но Леви Аккерман выдаёт это за симптом того, что Эрену пятнадцать и он проходит через фазу взросления. К удивлению Эрена, Леви открывает его камеру и выпускает его, хотя предполагалось, что он пробудет под стражей ещё десять дней в наказание за неподчинение. Армин добавляет, что это было решено верховным главнокомандующим Дариусом Заклаем, а Ханджи говорит, что это было бы плохим делом, если бы они посадили в тюрьму героев, победивших Бронированного и Колоссального титанов. После того, как Эрена и Микасу выводят из камер, Леви говорит им одеться для аудиенции.
В районе Трост Хистория Райсс читает письмо, которое Имир просила Райнера передать ей. Имир извиняется за то, что бросила Хисторию, и объясняет, что она скоро умрёт. Она хотела бы ни о чем не сожалеть, но одно есть — она не смогла жениться на Хистории. При прикосновении к письму на Хисторию внезапно нахлынули воспоминания из прошлого Имир вплоть до видения Имир, закованной в белое платье в камере, похожей на подземное логово, использовавшееся её семьей для передачи Титана-Прародителя.
Удивлённая, она спрашивает Ханджи, нет ли в письме скрытого смысла или шифров, и Ханджи подтверждает, что так оно и есть. Хотя Ханджи сомневается, что Имир смогла бы оставить им какую-либо полезную информацию в письме, Жан Кирштейн спрашивает, могло ли быть секретное сообщение, понятное только Хистории. Она сомневается, что Имир решилась бы на что-то подобное, и сетует, что Имир никогда не позволяла ей приблизиться к себе.
Она смахивает слëзы, когда Эрена, Микасу, Армина и Леви вводят в комнату. Ее бывшие товарищи по отряду склоняются перед ней и обращаются на «ваше величество», ставя её в неловкое положение. Она чувствует, что ей мало что удалось сделать, пока они выполняли свою последнюю миссию, но Армин уверяет её, что остаться в живых — важный долг только для неё. Военные слушания начинаются с того, что старшие офицеры обсуждают откровения, обнаруженные в дневниках Гриши Йегера. Ханджи рассказывает о миссии в районе Сигансина и о том, что они больше не могут считать титанов своими единственными врагами. К сожалению, они должны рассматривать другую цивилизацию, а возможно и весь мир, как своего истинного врага. Люди внутри стен - представители особой расы, которая может превращаться в титанов, и за стенами существует вера, что они могут попытаться снова захватить мир, как прежде, и эта вера заставляет другие народы желать уничтожить их.
В прошлом Крюгер говорил Грише, что с элдийцами будет покончено, если Марли когда-нибудь заполучит Титана-Прародителя. Хотя король угрожал остальному миру, что если кто-то вторгнется на Парадиз, он активирует Гул Земли, но по правде, это был блеф, чтобы устроить период мира, ведь король не был намерен воевать. Он поклялся отказаться от войны вместе с Титаном-Прародителем и охотно позволил бы своему народу умереть, если Элдия снова согрешит. Крюгер не считает такого человека настоящим королём, вот почему им нужно вернуть Титана-Прародителя.
В настоящем Ханджи обсуждает миссию Гриши и то, как он в конечном итоге её выполнил, передав Титана-Прародителя и Атакующего титана своему сыну Эрену. Только тот, кто является носителем королевской крови, может полностью использовать Титана-Прародителя. Однако, если такой человек обладает Титаном-Прародителем, он ограничивается идеалами короля Фрица, так называемым Обетом отказа от войны, и не может действовать против них. Поскольку Эрен однажды смог командовать неразумными титанами, Ханджи подозревает, что кто-то не королевской крови может использовать силу Титана-Прародителя.
Именно тогда Эрен вспоминает, что произошло, когда он командовал титанами, и что он ударил титаническую форму Дины Фриц, которая была королевской крови. Он внезапно встаёт и кричит посреди слушания, когда понимает, почему он смог контролировать титанов. Другие члены Разведкорпуса уставились на него, но он сказал, что это ерунда, и сел обратно.
Ханджи выдаёт это за то, что Эрен проходит фазу взросления, но на самом деле Эрен понимает, что если он прикоснётся к человеку королевской крови, то сможет использовать силу Титана-Прародителя. Пока это всего лишь теория, но он не хочет думать о том, что военные могли бы сделать с Хисторией, если бы узнали, что это правда.
Возвращаясь в прошлое, Крюгер готовит инъекцию для превращения в титана, чтобы вколоть её Грише, и посоветовал ему снова завести семью. Он должен завести жену, ребёнка. Гриша должен полюбить кого-то в этих стенах, чтобы история не повторилась. Ему придётся довести свою миссию до конца, если он хочет спасти Микасу, Армина и всех остальных.
Гриша спрашивает, кто такие Микаса и Армин, и Крюгер признаётся, что не знает, кто это, и не знает, чьи это воспоминания.

## Отзывы
Критик Дэниэл Курланд опубликовал свою рецензию на сайте Den of Geek, которая также используется на сайте Internet Movie Database. В ней он написал сюжет серии, а также свои размышления по поводу отдельных моментов. Он отметил эпические сцены с Эреном Крюгером в форме Атакующего титана, а также приятную композицию серии, связанную с рассказом сразу о двух событиях, происходящих в разное время. Помимо этого, Курланд отдал должное отличному рассказу о прошлом, что позволяет больше углубиться в сюжет аниме. В целом рецензия оказалась положительной, и по словам Курланда, серия стала отличной точкой завершения, давшей ответы на множество вопросов, и точкой нового начала, от которой будет отталкиваться дальнейшее развитие сюжета.
На англоязычном сайте In Asian Spaces, посвящëнном азиатской культуре, также была опубликована рецензия. В ней также был расписан сюжет серии и размышления по поводу окончательной сути с воспоминаниями Крюгера. По мнению (неизвестного) автора, ситуация, о которой было сказано в конце эпизода, может намекать на временную петлю. Также в рецензии изложена теория о том, почему те, кто получил силу титанов, умирает спустя тринадцать лет, и, возможно, к этому приложила руку сама прародительница Имир. Общая оценка эпизода положительная. Статья в основном представляет собой обзор на серию «Атакующий титан».